# عبد الرحمن بن مطعم
عبد الرحمن بن مطعم بن عبد الله, أبو المنهال البناني، البصري, وقيل الكوفي، نزيل مكة، أثنى عليه ابن عيينة خيرا، وقال أبو زرْعَة هو ثقة، وهو من الطبقة الثالثة مات سنة ست ومائة.

## روايته للحديث النبوي
- روى عن: إياس بن عبد المزني ، والبراء بن عازب ، وزيد بن أرقم، وعبد الله بن عباس .
- روى عنه: إسماعيل بن أمية، وحبيب بن أبي ثابت ، وسليمان الأحول ، وعامر بن مصعب ، وعبد الله بن كثير القارئ ، وعمرو بن دينار ، وأبو التياح يزيد بن حميد الضبعي.[4]

## أقوال العلماء فيه
الجرح والتعديل
- أبو حاتم الرازي : وثقه.
- أبو زرعة الرازي : ثقة.
- أحمد بن صالح الجيلي : وثقه.
- ابن حجر العسقلاني : ثقة.
- الدارقطني : وثقه.
- الذهبي : مشهور.
- سفيان بن عيينة : أثنى عليه.
- محمد بن سعد كاتب الواقدي : ثقة، قليل الحديث.
- يحيى بن معين : وثقه.